# 大地の子
『大地の子』（だいちのこ）は、山崎豊子の小説作品、および原作としたテレビドラマ。中国残留孤児となった陸一心（ルー・イーシン）の波乱万丈の半生を描いた物語である。

## 概要
1987年（昭和62年）5月号から1991年（平成3年）4月号まで『月刊 文藝春秋』に連載された。1991年（平成3年）に文藝春秋で単行本全3巻が刊行、1994年（平成6年）に文春文庫全4巻で再刊された（なお山崎の作品で、文春文庫で再刊したのは『運命の人』と本作のみ、他作品は全て新潮文庫で再刊されている）。
本作執筆に際し、作者は1984年（昭和59年）から胡耀邦総書記に3度面会し、取材許可を取り当時外国人に開放されていない農村地区をまわり300人以上の戦争孤児から取材した（山崎は「残留」という言葉があたかも孤児達が自分の意思で中国に残ったかのような印象を与えるとの理由から、残留孤児という呼称を使わなかった）。
2013年（平成25年）11月19日、NHK総合テレビで放送されたクローズアップ現代「小説に命を刻んだ〜山崎豊子 最期の日々」において、山崎の肉声テープで「中国大陸のそこここで、自分が日本人であることも分からず、小学校にも行かせてもらえず牛馬の如く酷使されているのが本当の戦争孤児ですよと…、私はこれまで色々な取材をしましたが、泣きながら取材したのは初めてです。敗戦で置き去りにされた子どもたちが、その幼い背に大人たちの罪業を一身に背負わされて『小日本鬼子（シャオリーベングイズ）』、日本帝国主義の民といじめられ耐えてきた事実、日本の現在の繁栄は戦争孤児の上に成り立っているものである事を知ってほしい。大地の子だけは私は命を懸けて書いてまいりました」とのコメントが紹介された。
1997年（平成9年）、本作内に『卡子（チャーズ） 出口なき大地』（文春文庫ほか）の盗作があるとして、著者の遠藤誉から著作権侵害で提訴され、４年近くの裁判闘争を経て、2001年に翻案権の範囲内であるとして東京地裁は遠藤の訴えを棄却した。

## あらすじ
長野県戸倉町から満洲に入植した満蒙開拓団、信濃郷に属する松本家の長男松本勝男は、祖父、母、妹2人とともにソ連国境に近い、現在の黒竜江省の開拓地で平穏な暮らしを送っていた。しかし、1945年（昭和20年）8月9日のソ連対日参戦により避難を余儀なくされた一家は、苛酷な避難行やソ連軍の虐殺によって祖父と母、末妹を失う。なお、父親はこの時陸軍に召集されており、勝男のいる満洲にはいなかった。
苛酷な体験のあまり、自分の名前や日本語など7歳にして全ての記憶を失った勝男は、5歳であった妹のあつ子とも生き別れになり、中国人農家に売られて酷使される日々を送ることになる。度重なる虐待に耐えかねて勝男は農家を逃げ出したものの、長春で人買いの手にかかり売られそうになる。それを助けたのは、小学校教師の陸徳志（ルー・トゥーチ）であった。子供のない陸徳志夫妻は勝男に一心という名を与え、貧しいながらも実の子のように愛情をこめて育てる。しかし国共内戦が激化し、人民解放軍によって長春が包囲されると、一家は飢餓地獄と化した長春から脱出することを決意する。脱出のために人民解放軍の卡子（関所）を通る際、一心の中国語に日本語なまりがあると感じた兵士が一心を拘束しようとするが、徳志の説得や上官の取り成しによって解放され、一心はこの時初めて徳志のことを父と呼んだ。
その後、一家は徳志の故郷である范家屯に落ち着いた。やがて優秀な青年に育った一心は大連にある大学に進学した。恋人である趙丹青には、日本人であるがゆえに別れを切り出されるなど差別を受けながらも、中国の発展のため尽くそうと決心する。しかし、一心の背後には文化大革命の嵐が押し寄せつつあった。
1966年、一心は日本人であるという理由から槍玉に挙げられ、無実の罪で囚人として労働改造所（労改）に送られる。初めは寧夏回族自治区でダム建設の苛酷な労働を強いられたが、黄河の氾濫により全て徒労に終わる。その後さらに内蒙古の労改に送られた一心は、そこで日本出身の華僑で、今は羊飼いの仕事をさせられている黄書海と知り合い、母国語である日本語を習うようになる。しかし日本語というかすかな生きがいを見つけたのも束の間、他の囚人の脱走幇助の冤罪を着せられて懲役15年が確定してしまう。更にふとした怪我から破傷風にかかり生命の危機にさらされるも、後に妻となる看護婦の江月梅に命を救われる。月梅は匿名で徳志に音信不通となっていた一心の所在を知らせる手紙を送り、徳志ははじめて一心の置かれている悲惨な境遇を知るに至った。徳志は范家屯から北京市の人民来信来訪室まで赴き、冬の北京で路上生活をしながらいつ来るとも知れない請願の順番を待っていたが、人民解放軍幹部となった幼馴染の袁力本が、徳志の姪陸秀蘭からの手紙でこの事を知り、便宜を図った甲斐もあり請願は受理され、7年目にして釈放された一心は、内蒙古からの汽車を北京駅で10日間待ち続けた徳志と再会を果たす。元の職場に復帰した一心は、命の恩人である月梅と結婚し、日本語通訳として日中共同の一大プロジェクトである製鉄所建設チームの一員として働くことになる。
一方、中国に協力を要請された日本の東洋製鉄では、一心（勝男）の実父である松本耕次を上海事務所長として派遣する。松本は、戦後すぐに帰国した信濃郷開拓団員生存者の証言から、家族は全滅したと思い込んでいた。しかし、新たに中国残留邦人となっていた元信濃郷開拓団員の女性が日本に帰国して、勝男とあつ子がソ連軍の虐殺から生き延びたことを松本に伝えた。これをきっかけに、松本は仕事の合間を縫って二人の行方を追うが、その足取りは一向に掴めなかった。
製鉄所建設プロジェクトが軌道に乗り始めた頃、月梅は巡回医療隊の一員として河北省の農村を訪れ、張玉花という女性と知り合う。玉花は過労の果てに病（脊椎カリエス）を得て、すでに死の床にあった。カルテによって玉花が一心の妹あつ子と同じ年齢であり、かつ日本人であることを知った月梅は一心に手紙を書き、玉花に会いに行くことを薦める。手紙をもとに、玉花の家を訪ねた一心は玉花と会話を交わし、生き別れた時にあつ子が持っていたお守り袋をきっかけに兄妹であることがわかり、36年ぶりの再会を果たす。
一心は玉花を町の病院に入院させて献身的に看病するが、翌年の旧正月を前に玉花は危篤となって退院させられ、一心に看取られて息を引き取った。その翌朝、一心が茫然と家の前に佇んでいると一台の車が止まる。その車からは玉花の家を訪問しようとしていた松本が下りてくるが、玉花の日本名があつ子であることとお守り袋が証拠となり、間近にいながら親子とは気づかなかった一心と松本は、ここで初めて互いの関係を知る。
その後、プロジェクトの一環で日本に出張した一心は、仕事の宴席を抜け出して木更津にある松本の家を訪れる。しかしこの訪問が原因で、一心は程なくして以前から一心を快く思っていなかった同僚馮長幸（趙丹青の夫）の策略により産業スパイとして告発され、プロジェクトから外された上に内蒙古の製鉄所へ左遷させられてしまう。初めは失意に暮れていた一心だったが、やがて製品の改良などを通じて内蒙古の仲間達と深い絆で結ばれる。
それから1年半後、丹青は一心を陥れた夫の策謀を知り、共産党幹部に告発した。冤罪が解けた一心は再びプロジェクトに復帰し、7年がかりで完成した製鉄所の高炉に火が入り、日中の参画者の心は一つになる。
プロジェクト終了後、一心は徳志の勧めで松本と父子水入らずでの三峡下りの旅行に出かける。雄大な長江を下る船の上で、松本は一心に日本へ来て一緒に暮らさないかと持ちかけた。日本の父と、中国の父。二人の父の愛情に一心の心は揺れ動くが、一心は苦悩の末涙ながらに「私はこの大地の子です」と答え、中国に残ることを決意するのであった。
ドラマ版では、その後自ら左遷時代の仲間達が待つ内蒙古の製鉄所への転属を志願する後日談が加えられており、家族ぐるみの移住に先立ち一足先に内蒙古に向かった一心が、製鉄所でかつての仲間達と再会するシーンで物語は幕を閉じる。

## 刊行書誌
- 『大地の子』 文藝春秋（上・中・下）、1991年
- 『大地の子』 文春文庫（全4巻）、1994年
- 『山崎豊子全集 19・20　大地の子』 新潮社、2008年
- 『「大地の子」と私』 文藝春秋　1996年、文春文庫　1999年。取材の一端を記している
- 『作家の使命 私の戦後　山崎豊子自作を語る1』（新潮社、2009年）

当時新日鉄会長・経団連会長だった斎藤英四郎が、取材に際し拙い態度を取り、著者が面と向かって怒るなど、取材の裏側の苦労も明かしている。

## テレビドラマ
NHKの放送70周年記念番組として日中の共同制作によりドラマ化され、「土曜ドラマ」て1995年11月11日から12月23日まで放送された（全7回。各話89分、最終回のみ109分）。このときの視聴率は、第1部「父二人」14.7%・第2部「流刑」14.6%・第3部「再会」15.9%・第4部「日本」16.8%・第5部「兄妹」19.0%・第6部「父と子」18.7%・第7部「長江」20.3%。
主演は上川隆也。ただし、オープニングタイトルでは仲代達矢がトップクレジットとなっている。
ドラマが好評だったため、カットされていた40分が新たに加えられ、再編集したアンコール版が1996年3月11日から3月20日まで放送された（全11回。初回のみ90分、第2回以降60分。第10回、第11回は3月20日に一挙放送）。中国語タイトルは『大地之子』。2002年にアンコール版のDVDが発売された。またそれまでにも数年に一回、NHK衛星放送などで再放映された。
日本では名作の呼び声高い本作であるが、中国では一般に放映されておらず、一部で評価を得るにとどまっている。

### 出演
- 松本耕次 - 仲代達矢
- 陸一心／松本勝男 - 上川隆也[2]
- 勝男／大福／一心（少年期） - 笠原秀幸
- 松本タキエ - 田中好子
- 松本耕平 - 牟田悌三
- 張玉花／松本あつ子 - 永井真理子（幼少期：新井裕紀子）
- 陸徳志（一心の養父） - 朱旭（吹替：小川真司）
- 王淑琴（〃　養母） - 呂中
- 江月梅（〃　妻） - 蒋雯麗（中国語版）
- 陸燕々（〃　娘） - 張宇非（幼少期：趙娃）
- 陸秀蘭（〃　従妹） - 高常林
- 袁力本（〃　親友） - 馮国強（少年期：張利敏）
- 趙丹青（〃　かつての恋人） - 盖麗麗（中国語版）
- 馮長幸（丹青の夫） - 廖京生（中国語版）
- 黄書海（囚人／一心に日本語を教える） - 薄宏
- 楊祐民 - 銭学格
- 冷珠 - 鄭振瑶（中国語版）
- 西蒙古鋼鉄公司総経理 - 鮑国安
- 〃　　　　　　炉工長 - 芒来
- 狭間信一 - 渡辺文雄
- 長岳慈光 - 藤木悠
- 大沢咲子 - 十勝花子（少女期：飯塚雅弓）
- 開拓団長 - 寺田農
- 下士官 - 坂本あきら
- 稲村嘉三（東洋製鉄社長／のち会長） - 西村晃
- 斎木吾郎（〃　社長） - 児玉清
- 柿田潔（〃　　常務／のち副社長） - 宇津井健
- 盛田鉄彦（〃　生産協力部部長） - 嵐圭史
- 村井（〃　中国協力本部副本部長） - 有川博
- 鈴木（〃　北京事務所長）- 大林丈史
- 吉丸（〃　上海事務所技師）- 平田満
- 梅井（〃　生産協力部技師）- 新田昌玄
- 水谷（〃　生産協力部技師）- 平賀雅臣
- 木更津工場長 - 角野卓造
- 紅谷擁 - 山下輝彦

### スタッフ
- 原作 - 山崎豊子『大地の子』
- 脚本 - 岡崎栄
- 音楽 - 渡辺俊幸
- 演出 - 松岡孝治、潘小揚、榎戸崇泰
- 翻訳 - 李珍
- 時代考証 - 竹内実
- 制作 - NHKエンタープライズ21・中国中央電視台

### 放送日程
| 各話   | 放送日 （アンコール版） | サブタイトル | 演出                     |
| ------ | ----------------------- | ------------ | ------------------------ |
| 第1部  | 1996年3月11日           | 父二人       | 松岡孝治 潘小揚 榎戸崇泰 |
| 第2部  | 3月12日                 | 流刑         | 松岡孝治                 |
| 第3部  | 3月13日                 | 再会         | 松岡孝治                 |
| 第4部  | 3月14日                 | 黒災         | 潘小揚                   |
| 第5部  | 3月15日                 | 長城         | 潘小揚                   |
| 第6部  | 3月16日                 | 日本         | 榎戸崇泰                 |
| 第7部  | 3月17日                 | 兄妹         | 榎戸崇泰                 |
| 第8部  | 3月18日                 | 密告         | 榎戸崇泰                 |
| 第9部  | 3月19日                 | 父と子       | 榎戸崇泰                 |
| 第10部 | 3月20日                 | 冤罪         | 松岡孝治                 |
| 第11部 | 3月20日                 | 長江         | 松岡孝治                 |

### 陸一心役
- 原作者の山崎は当初、本木雅弘を一心役に考えていたが、後に「彼（上川）でよかった」と語っている[3]。NHK側は「シーンの3分の2が中国のため、通算128日間という長期に渡って、（中略）広範囲な地域で行う大規模なロケだ。有名俳優ではOKをもらえない。」としている[4]。
- また、脚本・演出総指揮を務めた岡崎栄は、後年のインタビュー[5]で、上川の起用に関し以下のように語っている。
- もともとの主演は竹野内豊が内定していたが、当時20代半ばだった竹野内が何十年という年月の経過を表現できるか、不安があった。
- 雑誌「ぴあ」に掲載されていた記事を通じ、上川のことを知り主演に抜擢するに至った。
- 所属していた劇団演劇集団キャラメルボックスの主宰であった成井豊と直談判の末、劇団公演から上川を外してスケジュールを空けてもらった。
- 竹野内の起用にも未練があり、スタッフは竹野内が演じる陸一心を見たがっていた。
- 全体のセリフの約8割が中国語である。上川隆也は、全く中国語を解しなかったが、1ヶ月間の短期集中学習によりほぼ完璧な発音を身につけ、中国人共演者と遜色ない中国語での演技を披露した。

### 中国との関係等
中国側への配慮から、原作の一部の内容（一心が文化大革命中に受けた拷問や、玉花（あつ子）が夫と姑から虐待される描写など）がカットされたり、一心の訪日時に彼を陥れる同僚にも言い分や立場があるようにフォローされるなど、全体的に原作よりもソフトな内容に修正されている。原作には江青ら四人組の失脚など、中国政府中枢である「中南海」の描写もあるが、ドラマには一切登場しない。

### 関連作品
- 運命の人 - 2012年1月15日から3月18日までにTBSで放送されていた本木雅弘主演のドラマ。同じく山崎豊子原作の小説であり、本作で少年期の主人公・陸一心（松本勝男）を務めた笠原秀幸が毎朝新聞社の政治部記者役（役名:仲村明）として出演していた。ちなみに同作の主人公・弓成亮太役の本木雅弘は、本作と同じ原作者・山崎の希望であった。
- 沈まぬ太陽 - 2016年5月8日から同年10月2日までにWOWOWで放送されていたドラマ。WOWOW開局25周年記念作品。同じく山崎豊子原作の小説であり、主演も本作で演じた上川が務めた（ちなみに上川は、映画版では東京地検・特捜部の検事役として出演）。

## 舞台
2026年2月26日から3月17日に、明治座で上演予定。主演は、井上芳雄。

### キャスト
- 陸一心 - 井上芳雄
- あつ子 - 奈緒
- 江月梅 - 上白石萌歌
- 陸徳志 - 山西惇
- 松本耕次 - 益岡徹

### スタッフ
- 原作 - 山崎豊子『大地の子』
- 脚本 - マキノノゾミ
- 演出 - 栗山民也